# Santiago de Cuenda
Santiago de Cuenda är en ort i Mexiko.   Den ligger i kommunen Santa Cruz de Juventino Rosas och delstaten Guanajuato, i den centrala delen av landet, 230 km nordväst om huvudstaden Mexico City. Santiago de Cuenda ligger 1 741 meter över havet och antalet invånare är 5 012.
Terrängen runt Santiago de Cuenda är platt söderut, men norrut är den kuperad. Terrängen runt Santiago de Cuenda sluttar söderut. Runt Santiago de Cuenda är det tätbefolkat, med 411 invånare per kvadratkilometer. Närmaste större samhälle är Santa Cruz de Juventino Rosas, 4,9 km norr om Santiago de Cuenda. Trakten runt Santiago de Cuenda består till största delen av jordbruksmark.